# Vino de Argentina

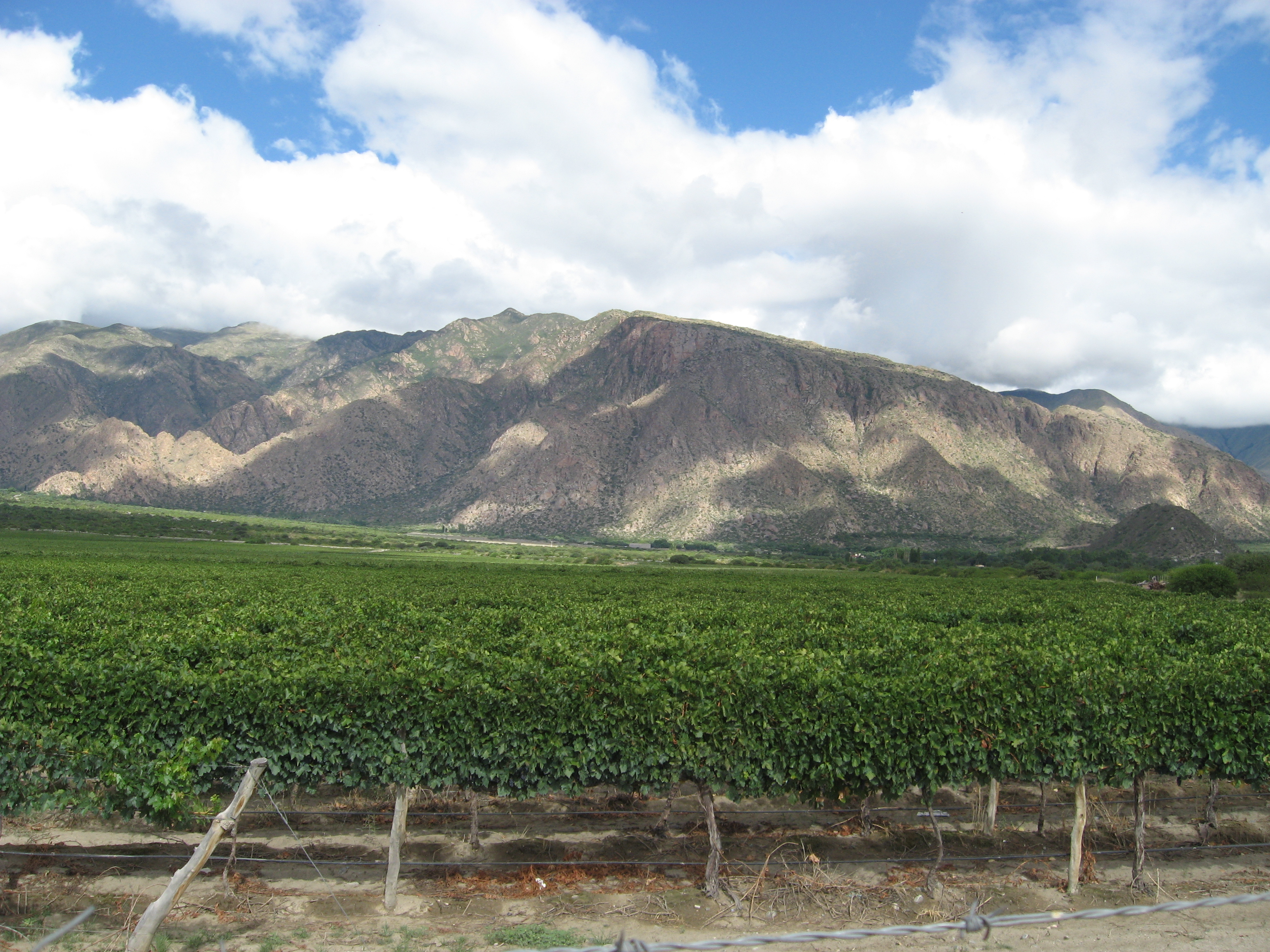
Viñedos de Cafayate, en la Provincia de Salta donde se encuentran los viñedos más altos del mundo.

El vino es bebida nacional de Argentina. Se produce principal y tradicionalmente en las provincias cuyanas de Mendoza (75.31 %), San Juan (18.45 %) y La Rioja (3.06 %). En menor volumen o más recientemente se produce en las provincias de Salta (1.76 %), Córdoba (0.55 %), Catamarca (0.53 %), Neuquén (0.49 %), Río Negro (0.24 %), San Luis (0.15 %), Entre Ríos (0.001 %), Chubut (0.003 %), Buenos Aires (0.005 %) y Jujuy (0.003 %). 
Conforme datos del Instituto Nacional de Vitivinicultura (INV), Argentina produjo en 2023 un total de 8 813 048 quintales de vino, lo que representa un decrecimiento del 23 % respecto a los 11 450 571 quintales producidos en el año 2022.
La viticultura moderna en la Argentina se desarrolló rápidamente en los años 1880. Las hectáreas dedicadas a la vitivinicultura expandieron de 1500 a 44 700 entre 1873 y 1910. El número de bodegas aumentó de 334 en 1884 a 1394 en 1914. En esa época era una industria incipiente orientada a producir en cantidad en desmedro de la calidad.
El 24 de noviembre se celebra el «Día del Vino Bebida Nacional». En 2017 Argentina fue el sexto mayor productor a nivel mundial. En los primeros años de la década de 2020, el mercado internacional de vino sufrió una caída, tanto en volúmenes como en valores. En 2024, Argentina era el décimo exportador a nivel global.
La calidad del vino argentino ha venido creciendo sin detenerse en los últimos años, ganando terreno en el mercado mundial. Tan sólo en el 2010, las ventas al exterior alcanzaron los 650 millones USD, lo que representó un incremento del 17 % en relación con el 2009, marcando un récord histórico. La Argentina pasó a ser el quinto productor de vino en 2014 y el mayor del hemisferio sur con 15.2 millones de hectolitros. En 2016 un informe de la Organización Internacional del Vino constató que en Argentina debido al contexto económico en 2016 la producción de vino se desplomó 35 % como consecuencia la vendimia 2016 fue la peor en 56 años, según datos oficiales, lo que llevó a que bodegas mendocinas importen vino desde otros países. Para 2017 se registró la mayor baja histórica de las exportaciones vitivinícolas, el consumo interno bajó 13.1 % contra igual lapso de 2016, registrando el peor consumo en dos décadas.
En el período 2024 la producción total alcanzó los 10 868 843 hectolitros, lo que representó un incremento del 23.3 % respecto de los 8 813 048 hectolitros producidos en el período 2023.

## El vino en la dieta argentina
El vino es un elemento tradicional de la gastronomía de Argentina, seguido de ingredientes como el aceite de oliva, el limón, el ajo, la cebolla y el laurel, todos propios de la dieta mediterránea. Sería, pues, difícil de imaginar una cena o un almuerzo argentinos, especialmente si se trata del típico asado argentino, en el que faltara el vino.
En rigor, hasta que no se inició la gran inmigración transatlántica procedente de Italia, España, Occitania e incluso Grecia desde la segunda mitad del siglo XIX, el gusto de la población criolla urbana argentina se centraba en los vinos tintos de mesa, cual los de origen priorato, mientras que la población rural y semirrural gaucha bebía ciertos tipos de arrope de uva fermentados, y en ciertas ocasiones verdaderas alojas de uva. En la producción artesanal de vino argentino se destacó –y mantiene merecida consideración– el llamado vino patero. Casi todos estos vinos, en cuanto a su tenor de fermentación y a su color, entran en la amplia clasificación de los vinos tintos.
Por su arraigo en las culturas predominantemente europeas, los argentinos son buenos consumidores de vino: en el 2006 el consumo fue de 45 litros al año per cápita.

## Reseña histórica del vino argentino
El vino más tradicional entre los argentinos es el tinto, de mucho cuerpo y de suyo muy astringente. Por su color es coloquialmente llamado quebracho, en alusión al Schinopsis balansae, árbol austral de madera rojiza y, al igual que los vinos tintos, rico precisamente en taninos. En la segunda mitad del siglo XX las clases medias del país favorecieron los llamados «vinos rosados», de bouquet intermedio entre los intensos y ásperos tintos (popularmente llamados por los porteños: «totíns» o «tintardos») y los más suaves «claretes» de tipo italiano, o incluso los muy suaves al paladar (aunque en ocasiones de alta graduación alcohólica) vinos blancos. Asimismo, en similar época, se generalizaron entre la población los vinos blancos comunes; tal generalización conllevó una negligente elaboración, de la cual se libraron los excelentes y originarios vinos torrontés, de color melado, gusto agradable y frutado, excelente aroma y grado alcohólico asaz fuerte.

Quien al mundo vino y no bebe vino /...¿para qué vino?... refrán popular que ensalza cierto carácter dionisiáco que ha de tener la vida humana.

Debido a su mesología, y especialmente a la combinatoria de heliofanía (alta) y edafología (suelos pobres en humedad aunque ricos en materia orgánica condensada), las uvas que se producen en la zona cordillerana y precordillerana de Argentina son muy ricas en glucosas, dando lugar a excelentes etanol, a su vez tan enriquecidos como equilibrados por sus flavonoides. A dicho equilibrio contribuyen también sus polifenoles.
La producción vitivinícola en Argentina se remonta al año 1551, cuando el presbítero Juan Cedrón (o quizá Cidrón) plantó en Santiago del Estero (provincia), las primeras cepas de uva moscatel y «uva país», procedentes de España y a su vez traídas desde la ciudad chilena de La Serena. El propósito del clérigo era utilizar el producto en el ritual católico de la misa. Aproximadamente medio siglo después los franciscanos importaron de Canarias a la provincia de Salta uvas malvasía, el fin de estos misioneros era lograr un vino blanco y suave, asimismo apto para dicho ritual. Así, se obtuvieron variedades de mistela a través de uvas como la vitis rupestris y la vitis labrusca, o bien de las llamadas «uvas chinches», las cuales dan lugar a vinos de sabor áspero y ácido. Asimismo, se debe a los jesuitas y franciscanos la importación temprana de excelentes cepas de Vitis vinifera. A fines del siglo XVI las órdenes religiosas introdujeron cepas por el Río de la Plata, llegando a ser hoy la zona interfluvial de Concordia un importante centro productor.

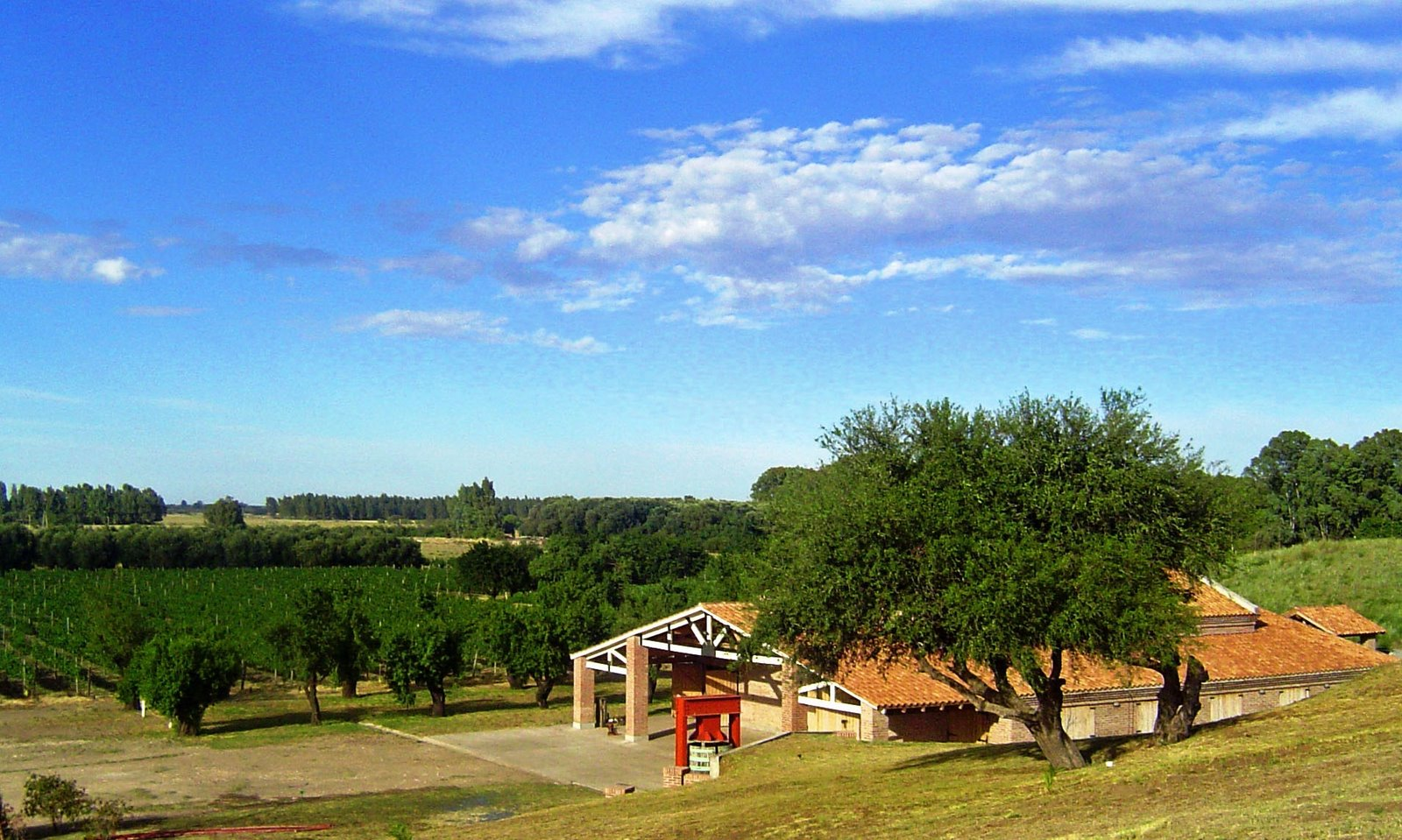
Al este, bodega y viñedos en Médanos, Provincia de Buenos Aires.

Si bien todas las ciudades argentinas intentaron crear sus viñedos (tal es, por ejemplo, la de Buenos Aires, que los poseía en terrenos actualmente correspondientes al barrio de Palermo), el clima favorecía más a unas zonas que a otras. De este modo algunos de los primeros grandes viñedos se establecieron en territorio de la provincia de Córdoba, siendo importantes los centros administrados por los jesuitas en las estancias de Alta Gracia y Jesús María (creada en 1618). Esta llegó a ser, junto a las de Tarija, de las más grandes del Virreinato del Río de la Plata. En Jesús María se producía el vino denominado lagrimilla dorada que, según la tradición, llegaba a la mesa del rey Carlos III de España.
Según el naturalista y viajero Thadeus Haenke, a fines del siglo XVIII, tras las guerras en las que España disputará a Portugal la Banda Oriental, gran parte de los colonos portugueses capturados en la Colonia del Sacramento y la isla de Santa Catarina fueron deportados a territorios hoy situados en la provincia de Mendoza. Tales colonos, en muchos casos expertos viticultores, llevaron su industria a otros territorios, en especial a la provincia San Juan, para luego expandirse por toda la región de Cuyo.
En tiempos de la colonia española, e incluso hasta los 1870, la preparación criolla de vino era absolutamente artesanal. Se prensaban los sarmientos con las uvas en sencillos trapiches, o directamente eran pisadas en odres abiertos para, posteriormente, ser estacionadas en tinajas. El fermentado del mosto se realizaba en dos etapas y por esto en sendas tinajas consecutivas. Tal modo de estacionado aún se mantiene en algunas fincas del NOA); fue poco frecuente el modo español de guardar los vinos en odres de cuero. La Revolución de Mayo significó un impulso para la producción vinícola, ya que desde entonces la ciudad de Buenos Aires (e incluso la vecina Montevideo) dejaron de importar vinos españoles y comenzaron a producir los propios en sus alrededores o en las Sierras de Córdoba y el Cuyo.

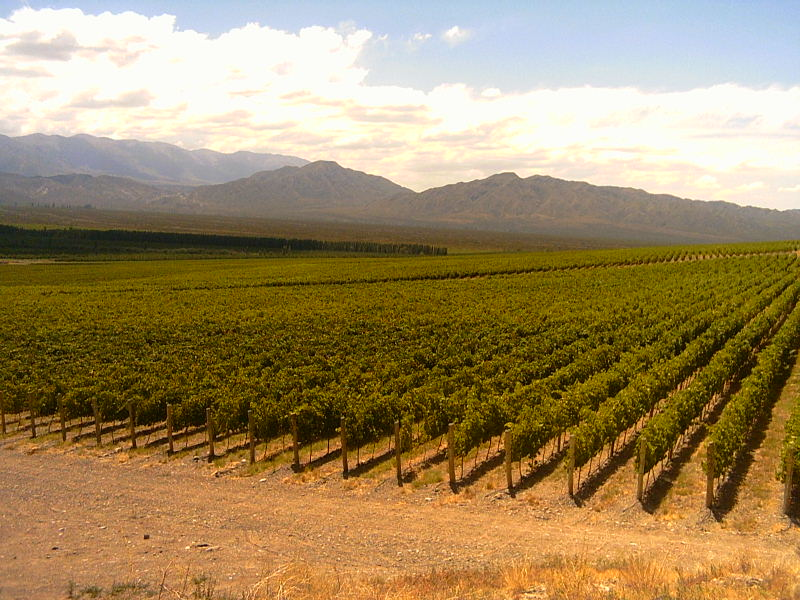
Viñedos en la provincia de San Juan.

La expansión de la producción argentina de vinos arranca en la segunda mitad del siglo XIX merced a dos factores: un aumento de la demanda interna y el gran aflujo migratorio de italianos, españoles e, incluso, franceses. La inmigración procedente de Francia fue especialmente un gran aporte en San Rafael. Por otra parte, dicha afluencia de mediterráneos creaba también las condiciones para que en ciudades como Buenos Aires, Rosario y Córdoba e incluso Tucumán surgiera un importante mercado de vinos, cuyo auge vendría con el desarrollo del transporte ferroviario. Con anterioridad a la llegada del ferrocarril, una carreta tardaba tres meses de Mendoza a Buenos Aires; en tal espacio de tiempo los vinos llegaban oxidados, cuando no directamente corruptos, en tanto que la locomotora solo precisaba de dos días para idéntico trayecto.

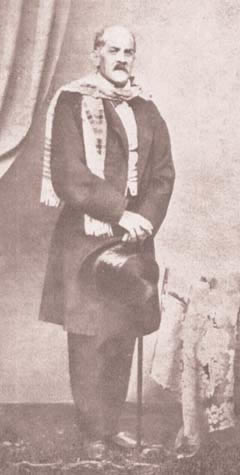
El Gobernador Provincial de San Juan, Domingo Faustino Sarmiento, fue quien gestionó, la obtención del primer Vino Malbec, con uvas de cepas traídas de Francia a la Argentina.

El cultivo de las primeras cepas francesas se debe al sanjuanino Domingo Faustino Sarmiento, quien durante su presidencia comisionó al agrónomo francés Aimé Pouget para tal objeto. El francés Pouget había emigrado de Francia a Chile para desempeñarse en la Quinta Normal de la capital trasandina y allí tomó contacto con Sarmiento quien vivía su segundo exilio en Santiago.
En 1853 Pouget cruzó la cordillera llevando la idea de replicar en Mendoza la Quinta Normal chilena, así como brotes de las uvas Cabernet, Cot (Malbec) y Merlot provenientes de la capital chilena las que fueron finalmente plantadas en esta institución y en el valle de Uco.

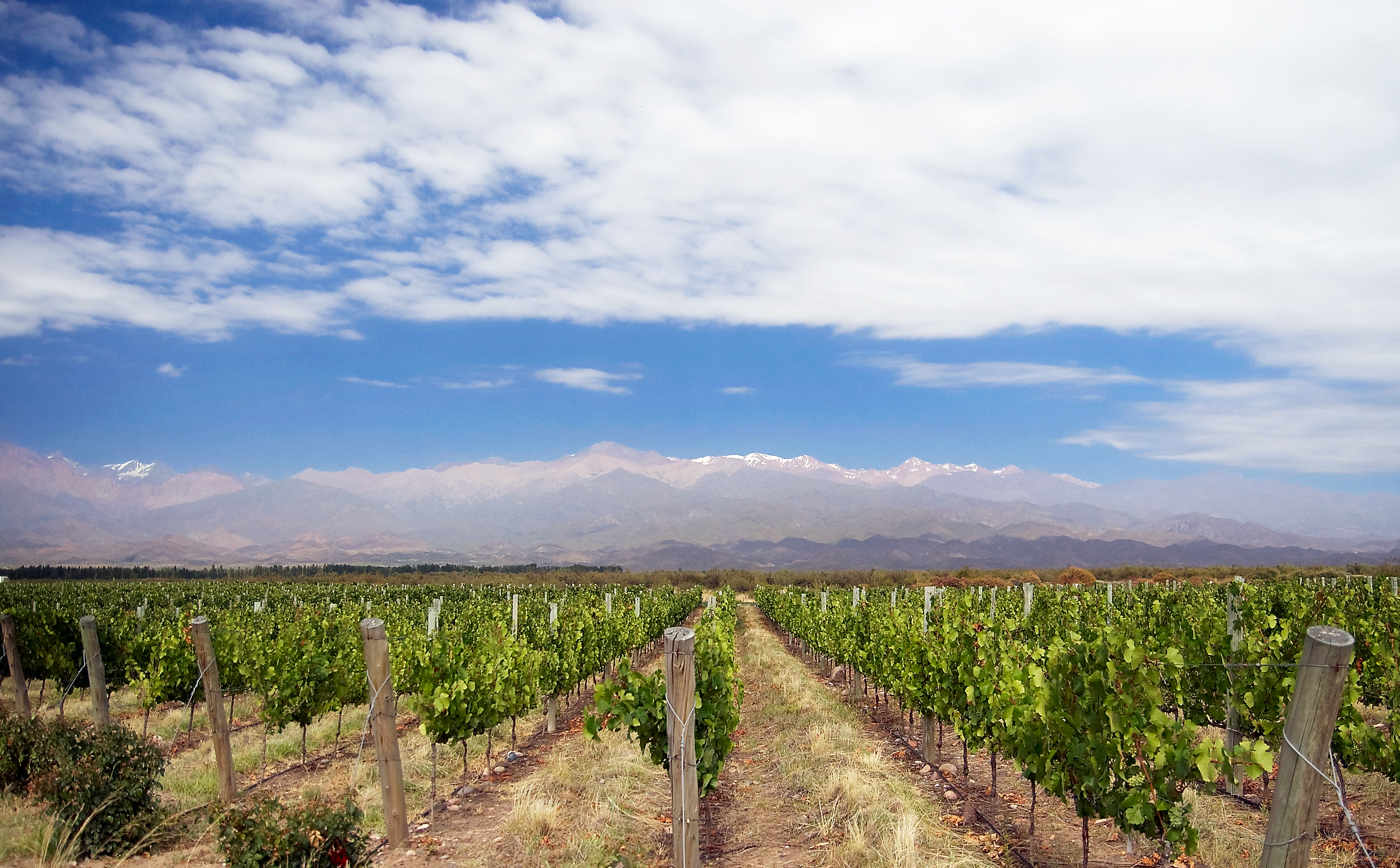
Viñedos en el Valle de Uco, Mendoza.

Hasta entonces, el país consumía internamente el 90 % de su producción; es decir, apenas exportaba. En los 1970s surge entre los argentinos la moda de los vinos blancos. Esto dio lugar a un excedente de tintos que pronto se destinaría a la exportación. Paulatinamente, pero con firmeza, el consumo internacional se abría a los vinos del Nuevo Mundo. La producción se fue haciendo cada vez más profesional. La segunda gran expansión, a partir de 1985, hizo que se aquilataran las calidades (especialmente mediante varietales). Con todo, una quiebra económica en la Argentina de entonces afectó a gran parte de las bodegas. En la década de 1990, el economista y bodeguero Nicolás Catena Zapata introdujo un cambio radical en la calidad del vino argentino, inspirando a muchos inversores extranjeros a plantar viñedos en Argentina. Su afán por la investigación le permitió identificar los mejores microclimas para la plantación de vides. En 1993, Catena plantó el Viñedo Adrianna en el Valle de Uco, a 1440 m s. n. m. De esta manera comprobó que el clima de altura de Mendoza, con temperaturas bajas, alta intensidad lumínica y suelos pobres resultaban ideales para la producción de vinos de calidad. Actualmente, el Valle de Uco, en Argentina, es la nueva «tierra prometida» dentro de las regiones vitivinícolas del Nuevo Mundo.
A partir de los 1990 se observa un doble proceso: en 1991 existían 225 000 viñedos, pero la cantidad de hectáreas que abarcaban era de unas 207 000. Por el contrario, durante ese lapso y hasta el 2007 la cantidad de viñedos había caído en picado hasta casi la décima parte (solo 26 000 viñedos en 2007). Entretanto, se incrementó la superficie de cultivos vitícolas hasta alcanzar las 229 000 ha. En pocas palabras, se produjo una gran concentración de la producción. En la producción de vinos finos, en dicha época se comienza a usar nueva tecnología, consistente sobre todo en la elaboración en tanques de acero inoxidable con control de temperatura. Esto hizo usual el estacionamiento en barricas de roble francés o americano. En los vinos de calidad, el estacionamiento de los vinos finos insume un tiempo que llega hasta veinticuatro meses. Para los vinos de estilo moderno, o más para vinos de estilo viejo, el tiempo depende del «estilo» que se quiera dar al vino; es decir, generalmente el tiempo es de un año a un año y medio. El roble francés aporta a los vinos bouquets con «tonalidades» de vainilla, clavo de olor, especias, chocolate, café... Se debe tener en cuenta que en Argentina la vendimia sucede entre fines de febrero e inicios de mayo; las variedades para vinos blancos suelen ser cosechadas en marzo y las uvas para tintos hasta abril.
En la última década, el vino argentino ha alcanzado merecido prestigio en el mercado mundial. Ello se debe tanto al esfuerzo de bodegas locales cuanto al esmero y orientaciones de reconocidos enólogos como, por ejemplo, Alberto Antonini, gran valedor de los robustos y exquisitos malbecs del Cono Sur.
Exceptuando los vinos de la Costa y de las Sierras de Córdoba, prácticamente todos los cultivos vitícolas argentinos se hacen en oasis de riego. Estos aprovechan las aguas dulces que se producen por el deshielo de las altas montañas. Tal agua es presurizada desde los ríos y llevada por canales de riego o acueductos a los viñedos.

## Declaración como bebida nacional de Argentina
El 24 de noviembre de 2010, un decreto presidencial declaró al vino como bebida nacional de Argentina.
El vino argentino es un honorable embajador en el mundo y enorgullece a los argentinos que beben en el mercado doméstico los mismos vinos que exportan y que prestigian al país en todos los continentes.
Decreto 1800/2010, que declara al vino bebida nacional.

El 3 de julio de 2013, las Cámaras de Senadores y Diputados de la Nación aprobaron por unanimidad la Ley de Vino Argentino Bebida Nacional, que fue promulgada bajo el número 26870. Esta declaración busca poner en valor la herencia cultural que implica el vino y su elaboración, distinguiéndolo como alimento de la dieta argentina en lugar de solo bebida alcohólica.

## Características de la producción

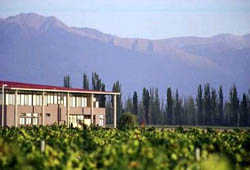
La Bodega Tapiz, una de las tantas bodegas ubicadas sobre la "Ruta del Vino" en la provincia de Mendoza.

A inicios de 2007, manteniendo el puesto del año precedente, Argentina es el primer productor vitivinícola de Sudamérica, produciendo más de 1200 millones de litros en 2003. Por tal excelente relación «calidad/cantidad», ya desde el 2005 Argentina exportó vinos por 431 millones USD, siendo en consecuencia para ese año el decimotercer exportador del mundo. El importante consumo interno explica que el quinto productor mundial no figure entre los principales exportadores. Dada la combinación de altura sobre el nivel (generalmente entre los 800 y 2500 m s. n. m.) y baja humedad, los viñedos argentinos se encuentran muy bien protegidos contra insectos, hongos, y demás enfermedades padecidas por viñedos de otras regiones lo que permite cultivos orgánicos de las vides con pocos o nulos pesticidas y otros posibles contaminantes, esto ha dado un merecido renombre al vino argentino en el extranjero. Es en la provincia de Salta, en la localidad de Colomé, muy cercano a Cafayate donde se produce el vino y se encuentra la bodega más alta del mundo. La mayoría de los cultivos se hacen mediante ingeniosos métodos de irrigación que van desde los tradicionales canales de riego que llevan las puras aguas de deshielo, pasando por diques o el actual uso de riego por goteo, las posibles objeciones al uso de mucho riego en los viñedos argentinos se contrarrestan: el clima muy seco de las zonas de cultivo, la ya mencionada elevada heliofania y las características de los suelos permiten la producción de uvas óptimas para la actividad vitivinícola. En efecto, gran parte de la producción vinícola de la región andina argentina tiene su excelencia a partir del «estrés hídrico» natural que tienen las viñas ante una gran cantidad de días despejados asoleados y una muy morigerada (minuciosa) irrigación con agua dulce que frecuentemente es de origen glaciar, tal situación hace que la vid concentre sus nutrientes en la uva.

## Principales regiones vinícolas

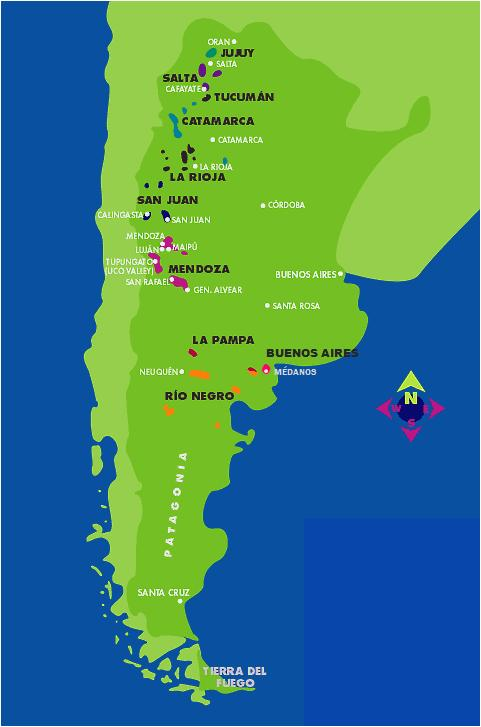
Regiones vinícolas Argentinas.

De sur a norte se distinguen tres segmentos latitudinales en la producción de vinos argentinos: desde el paralelo 42° S (esta latitud varía según las circunstancias y resulta frecuente usar como referente el paralelo 41°) hasta el 38°, otro desde el 36° hasta el 29.5°m y otro desde el 29° hasta el 22° (aunque en el 22 lo que existe es un límite político ya que, sin solución ecológica de continuidad, tales tres segmentos —puede observarse— se solapan en sus áreas fronterizas.

### Mendoza
Mendoza es cuantitativamente y cualitativamente la provincia más importante en lo que se refiere a producción de vinos argentinos, produciendo el 65 % de la producción nacional (y exportando por valores que representan aproximadamente el 84% del total de lo exportado, según datos correspondientes al primer semestre de 2006). Dentro de Mendoza, las principales regiones de producción son: Zona Este (Valle Central; departamentos de San Martín, Junín, Rivadavia, Santa Rosa, La Paz y Lavalle), Luján de Cuyo, Maipú, Agrelo, Valle de Uco (Tupungato, Tunuyán y San Carlos) y, en el sur, San Rafael y General Alvear.
Si bien las cepas son muchas, dentro de los tintos se destacan los Malbec (20 000 ha plantadas en Mendoza), Bonarda, Cabernet Sauvignon, Merlot, y Syrah. Dentro de los blancos se destacan los Chardonnay, Riesling, Sauvignon Blanc y, muy especialmente el Torrontés. En cuanto al Malbec oriundo de Cahors en Francia, su nombre en argot francés significa mal pico es decir, en lenguaje figurado francés «mal gusto» y esto es por poseer demasiados taninos (ser astringente) en su región de origen, sin embargo en Argentina el malbec ha encontrado un terroir (terreno vitivinícola) que le da un gusto calificado por los expertos enólogos y sommeliers de «amable» ya que se caracteriza por su exquisitez y gustos aromas delicados lo cual le ha dado merecidamente al «malbec» argentino un buen vino fino de renombre mundial. Por otra parte en el ya citado Valle de Uco se producen excelentes vinos espumantes, muchos de estos casos son producidos por las mismas empresas bodegueras francesas.
Además la importancia de Mendoza es tal en la producción del vino que se la conoce como «Capital Internacional del vino» y celebra la Fiesta Nacional de la Vendimia.

### San Juan

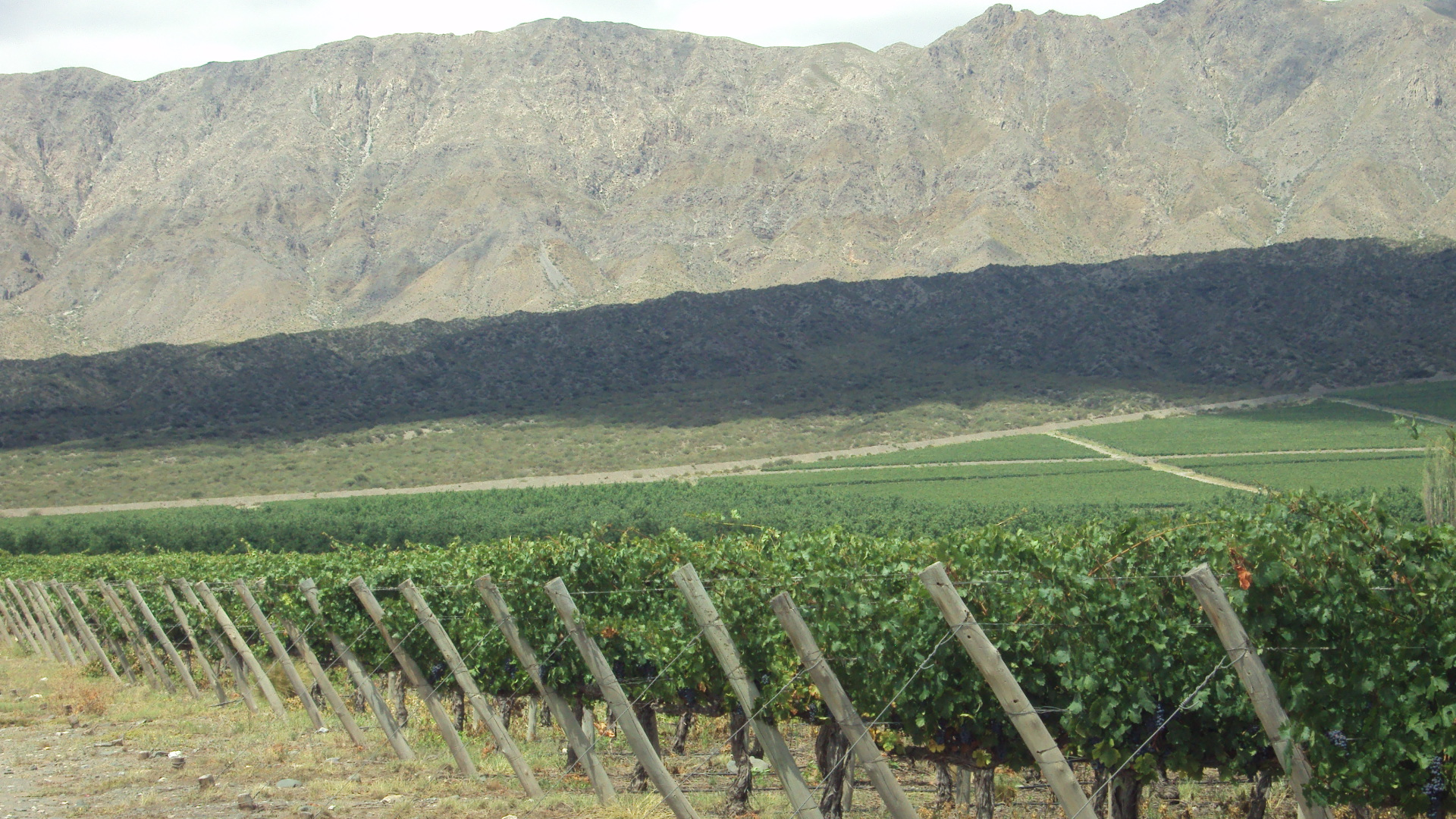
Viñedos en el Valle de Pedernal, departamento Sarmiento, provincia de San Juan.

Si actualmente y desde hace décadas Mendoza resulta cuantitativamente la principal productora de vino argentino, en lo cualitativo dicha región rivaliza con la provincia de San Juan. La segunda productora a nivel nacional y en Sudamérica es la, que en los últimos años se vio crecer en cantidad y calidad su producción, dejando de lado la histórica producción de vinos de mesa de la zona, para dedicarse a la producción de vinos de considerable calidad, sobresaliendo el varietal de Syrah
En cuanto a la zona de producción se destaca el Valle del Tulúm, (Pocito, Albardón, Caucete, San Martín y Sarmiento), como el principal productor, seguido por los valles de Zonda y Ullum, también se destaca en minoría el Valle de Calingasta.
A partir del año 2000, se comenzaron a exportar a diferentes lugares del mundo entre ellos Japón y China.

### Otras regiones

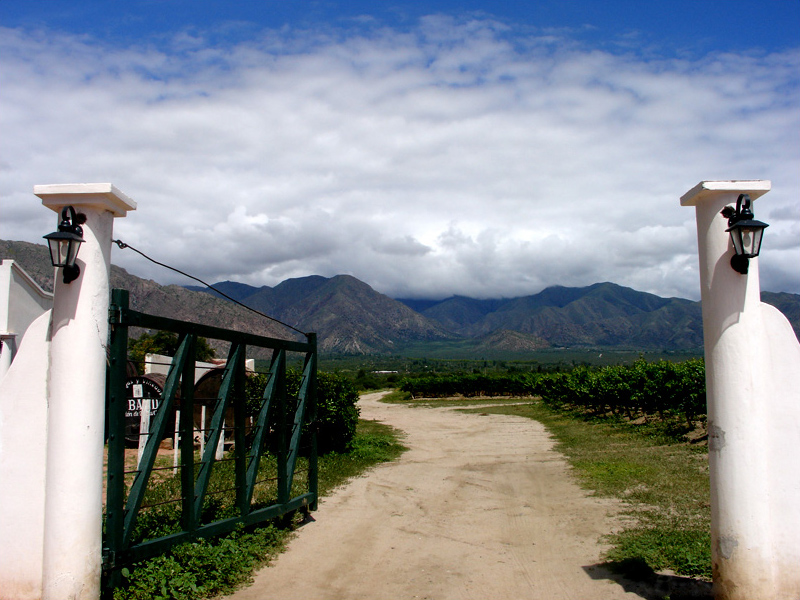
Viñedos en Cafayate, dentro de los Valles Calchaquíes, Salta.

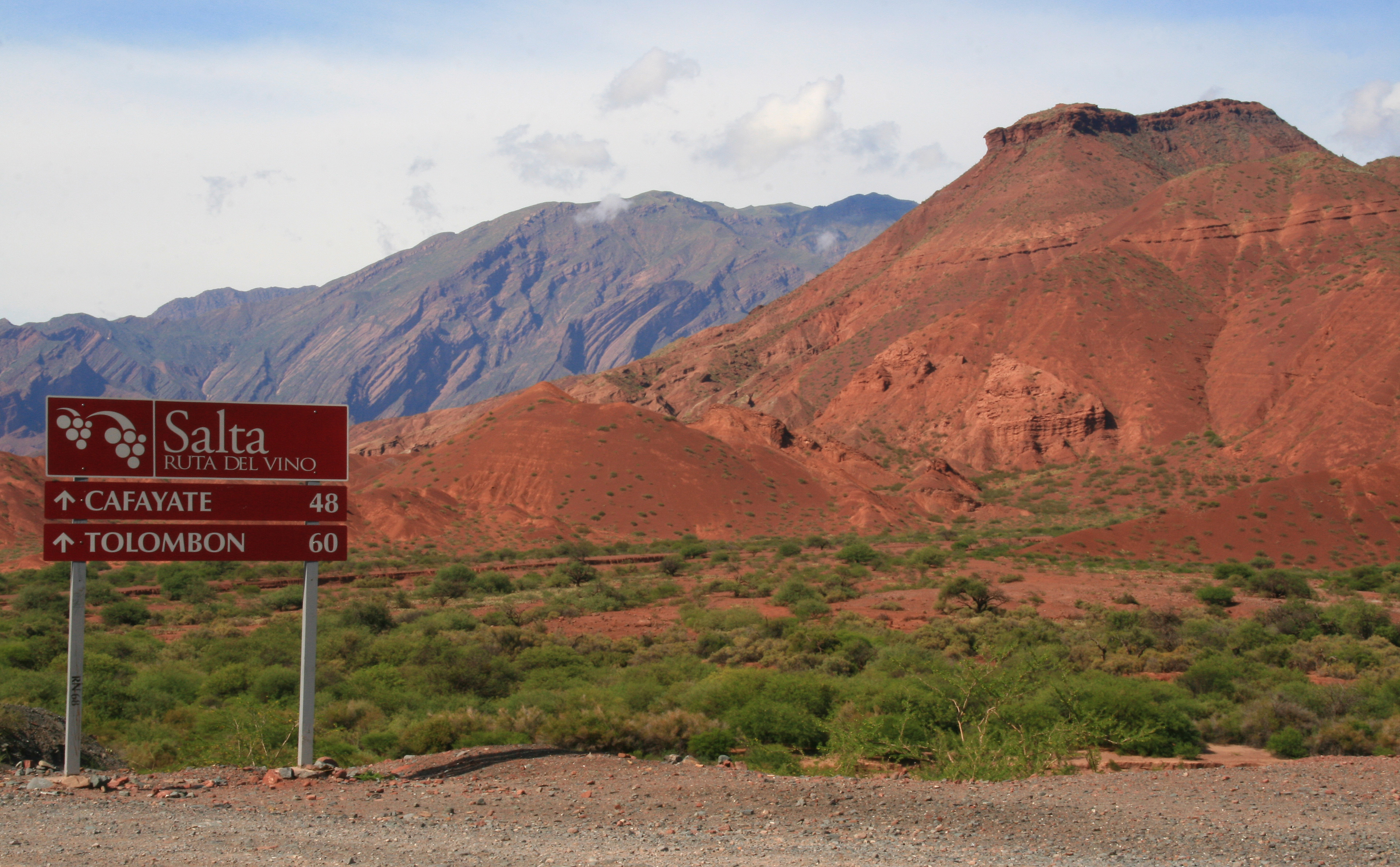
Ruta del vino de Salta.

Otras regiones son: La Rioja (por ejemplo el valle Antinaco - Los colorados) en cantidad tercera productora y Salta siendo el núcleo de las producciones vinícolas salteñas la región de los bellos y pletóricos en historia Valles Calchaquíes); Catamarca (cuyo más afamado centro vinícola es Tinogasta), Neuquén (sumada recientemente a la producción de vinos, logrando muy buenas calidades especialmente en los cepajes Pinot noir y Merlot que se cultivan a partir de San Patricio del Chañar) o en la provincia de Río Negro (ubicándose su principal área viñatera en el Alto Valle del Río Negro) y – las producciones neuquinas de San Patricio del Chañar se caracterizan por sus vinos rosados a partir de cortes de cepajes Malbec y Marlet teniendo tales vinos un característico color asalmonado; también a partir de vinos procedentes del Alto Valle se produce en Colonia Suiza el vino montañés el cual es un vino Malbec fermentado con cerezas o con frambuesas y especiado. Cuantitativamente a bastante distancia de las demás – Córdoba con producciones cualitativamente interesantes («vinos boutique») en especial en el entorno de Caroya; en Tucumán existe una pequeña producción cuasi artesanal -tipo boutique- en las localidades de Amaicha del Valle y Colalao del Valle, en el año 1990 hubo una producción de viñedos (671 de viñedos), a tener en cuenta que estas producciones tucumanas se dan en el pequeño sector de los Valles Calchaquíes correspondiente a Tucumán y por esto son muy similares a las producciones cafayateñas de Salta.
En cuanto a la provincia de Entre Ríos su producción principal se ubicó en la costa del río Uruguay, teniendo como centros las periferias de Concordia y Colón; si ya en tiempos coloniales existía una importante producción en Concordia, la zona se potenció con el poblamiento por parte de inmigrantres franceses y francovalesanos a fines del siglo XIX; en 1910 Entre Ríos tenía 4874 ha de viñedos, con unas sesenta bodegas, las más grandes en la zona de Concordia y las demás en Colón: Auriol, Salinas, Soler, Robinson y La Virgen. Entre las variedades estaban: Malbec, Cabernet Sauvignon, Tannat, Pinot blanc y Semillón. En los 1930s la llamada entonces «Ley Nacional de Vinos» gravó la industria vitivinícola entrerriana de manera de favorecer a los absentistas con latifundios en Cuyo, logrando el objetivo de destruirla por completo. En esos años Entre Ríos era la cuarta productora nacional de vinos, que salían por el puerto de Concordia hacia Buenos Aires, entonces Concordia era el tercer puerto de más movimiento de Argentina con unos quinientos barcos anuales, desde los años 1970 prácticamente no llega ni sale ningún barco de allí. Pese a todo a partir del 2003 se ha reiniciado la producción vitivinícola con una bodega en Colón, añadiéndose a las cepas la Syrah.
En el noroeste de la provincia del Chubut se encuentran los viñedos más australes del planeta Tierra, uno de los sitios chubutenses dedicados a la producción vinícola ha sido Telsen, allí se cultivan uvas de las variedades Riesling y Tokaj (variedad, desde 2007, denominada únicamente como «pinot gris», siendo Tokaj el nombre de una ciudad de Hungría) para realizar unos muy finos vinos blancos. Siendo factible allí la producción de los llamados vinos de hielo. También a inicios de siglo XXI se reanudó la producción de los vinos más australes del mundo, ya no solo en Telsen sino en la también chubutense zona periférica a la ciudad de Trelew.
En Médanos, al sureste de la provincia de Buenos Aires y al este de las regiones vinícolas tradicionales de Argentina, recientemente se ha comenzado a elaborar vinos de alta calidad. Ubicado a 39° de latitud sur, Médanos es uno de los lugares de producción de vid con mayor tiempo de exposición solar del hemisferio sur. Esta característica hace que el proceso de fotosíntesis sea más extenso lo que resulta en una producción más elevada de polifenoles y azúcares, lo cual sumado a la piel gruesa que resulta de una primavera ventosa genera vinos de color intenso, frescos, elegantes, complejos y con grandes características aromáticas. Allí se cultivan los siguientes varietales: Malbec, Tannat, Cabernet Sauvignon, Merlot, Cabernet Franc, Chardonnay y Sauvignon Blanc. Así, con los vinos de Médanos de la provincia de Buenos Aires, se incorpora una nueva región al mapa vinícola argentino.
Por otra parte las provincias de Buenos Aires y Santa Fe han tenido y mantienen pequeñas producciones casi artesanales de vinos (casi siempre tintos) especialmente en las zonas cercanas a las orillas del río Paraná y al Río de la Plata, por los que a los vinos allí producidos se les llama vinos de La Costa.

## Turismo

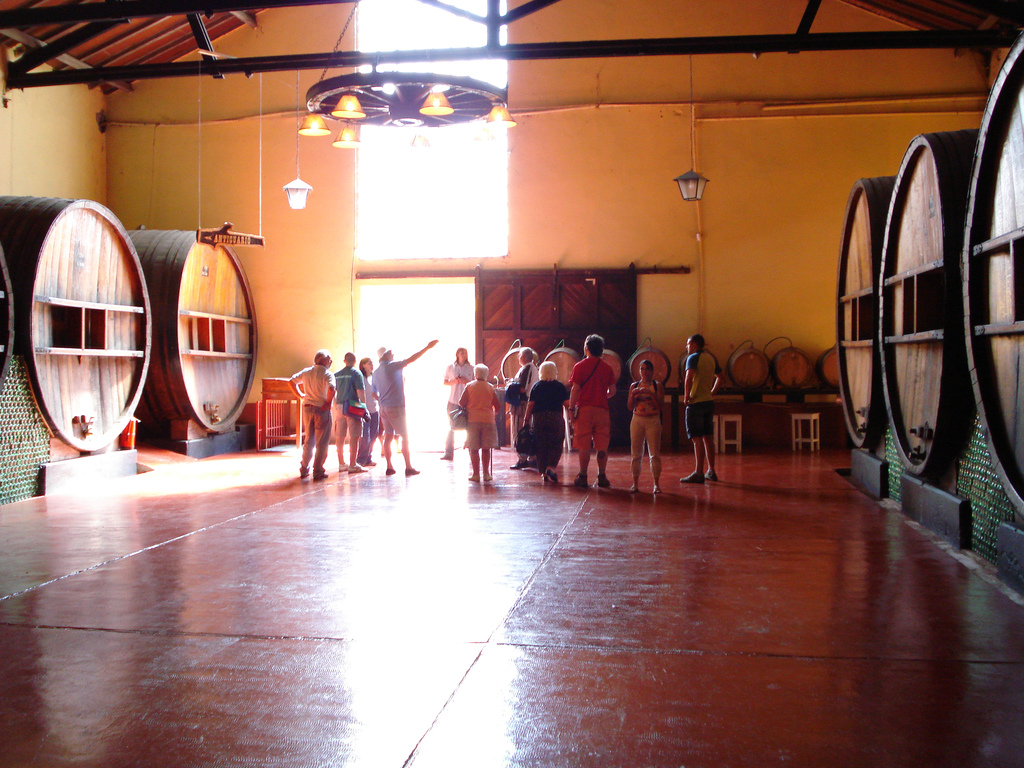
Vista a una bodega, integrante de la ruta del vino en Mendoza.

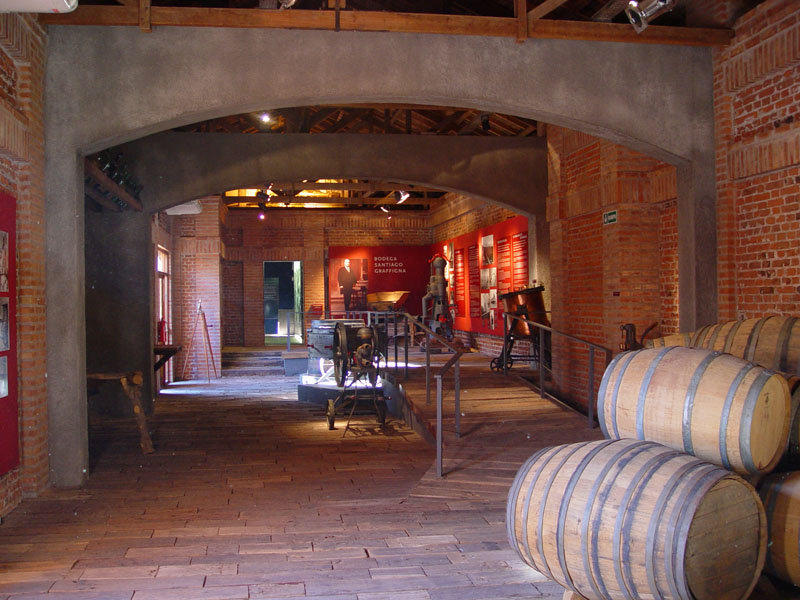
Museo del vino perteneciente a la Bodega Graffigna, provincia de San Juan.

De la mano con la inversión en vino llegó el turismo enológico, impulsando aún más las economías provinciales en ese entonces afectadas. En 2005, el turismo mendocino aumentó en un 80 % contra el año anterior, en gran medida propulsada por turistas atraídos a la provincia en virtud de su importante producción vitivinícola. En consecuencia, la provincia ha visto muchos desarrollos hoteleros en los últimos años. Aprovechando la naturaleza de las visitas, numerosas bodegas (como por ejemplo Salentein y Tapiz, en Mendoza) han desarrollado posadas para recibir a turistas en un ambiente claramente orientado al vino. En el 2006 la que pasó al frente en el turismo vitivinícola, fue San Juan, por ser la provincia donde más se incrementó el número de visitantes a las bodegas, casi un 80 % con respecto al 2005, según un informe nacional realizado por «Bodegas de Argentina». Las visitas pasaron de 41 460 a 74 481 en un año. Destacándose la tradicional bodega Graffigna, que creó un museo donde es posible apreciar las antiguas herramientas utilizadas para este trabajo desde sus comienzos en San Juan.
El número de bodegas y marcas argentinas han crecido mucho en los últimos años, merced a la excelente aptitud de sus suelos y climas que resultan en realizaciones especialmente impulsadas por las facilidades para resultantes de la devaluación que sufrió la moneda argentina a principios de 2002. Con la recuperación de la economía, numerosas inversiones (muchas de las cuales provienen del exterior) se inyectaron en la industria vitivinícola, resultando en la creación de importantes y modernas bodegas.

## Situación en el año 2008
A inicios del año 2008 la Argentina poseía 26 130 viñedos censados que abarcaban 229 501 ha, el total de bodegas censadas para la misma fecha era ya de 1331, cosechándose 3092 millones de kilogramos de uva de las cuales se producían 1504 millones de litros de diversas variedades de vino, siendo (por otra parte) la producción total de mosto de 811 millones de litros.
El ranking de hectáreas cultivadas lo encabeza la provincia de Mendoza con el 70.33 %, seguida por la de San Juan, 21.69 %; La Rioja 3.76 %; Río Negro 1.24 %; Catamarca 1.06 %; Salta 0.93 %; 0.65 % Neuquén y otras 0.30 %.
La exportación en hectolitros de vino argentino tuvo entre el breve periodo 2006‑2007 un incremento del 20 %, esto es, en doce meses Argentina pasó de exportar 4.1 millones de hectolitros a 4.9 millones.
Solo el 4.61 de la superficie cultivada con viñedos se destinó para el consumo directo, un 1.60 % de las uvas se utilizó para hacer pasas, el 0.11 % correspondió a la categoría «otros fines», la inmensa mayoría de la producción vitícola argentina se dedica para producir vinos y afines. El 57.2 % de los vinos está tipificado en la alta calidad enológica. En el 2007 el 74.21 % del vino argentino se destinó al consumo interno y el 23.27 % fue exportado, la diferencia quedó estoqueada (guardada en depósito o stock).
La amplia distribución del territorio argentino destinado a la producción vinícola (la cual, ya se ha indicado tiene sus mayores centros en la región andina del país) permite a la Argentina poseer los viñedos más elevados del mundo y los más australes, pudiéndose cosechar entonces un mismo cepaje merced a las diferencias que la altitud impone a la temperatura y viceversa a lo largo de más de 4000 km de sur a norte. Si el vino torrontés es el nativo por excelencia, sin embargo es el malbec el vino emblemático de Argentina a nivel mundial. El malbec argentino goza de mucha aceptación en países como EE. UU. debido a que es poco astringente debido al bajo tanino de la variedad que así entonces se siente dulce y rica.

Y en una noche de farra cuando lleven la guitarra, si ven al vino llorar, déjenlo llorar su pena, déjenlo llorar su pena que en la lágrima morena como nunca ha de cantar.
Volver en vino, Horacio Guarany.

En 2009 la producción creció 9.9 %, en 2010 10.3 %, en 2011 8.5 % y en 2012 un 4.8 %. La Argentina pasó a ser el quinto productor de vino en 2014 y el mayor del hemisferio sur con 15.2 millones de hectolitros.